# スカンディナビア法
スカンディナビア法（スカンディナビアほう）は、北欧（ノルウェー、デンマーク、スウェーデン、フィンランド、グリーンランドなど）における法系統。英米法の伝統にも大陸法の伝統にも属さない「第三の法圏」と呼ばれる。
特徴として、古代ゲルマン法慣習法が多く残されており、成文法主義でありながら過度に体系化されているわけでもない判例法的側面も持つ。
北欧ではローマ法の普及が遅く、ローマ法教育を受けた法曹が実際に裁判に関わるようになったのは1800年代になってからと言われる。それゆえローマ法・大陸法的思考の影響が薄く、良く言えば現実に即した柔軟な思考、悪く言えばその場の解決に重点を置いた場当たり的思考が行われる傾向が強い。